# Новий академічний корпус
Нови́й академі́чний ко́рпус (Київ) — навчальний корпус Національного університету «Києво-Могилянська академія» у стилі пізнього класицизму, розташований у південній частині академічного подвір'я, на розі Контрактової площі та Іллінської вулиці. Будувався протягом 1822—1825 років та добудовувався пізніше.

## Історія
Постановою Ради Міністрів УРСР від 6 вересня 1979 року № 442 корпус внесено до списку пам'яток містобудування і архітектури Української РСР, що перебувають під охороною держави з охоронним номером 15/5 у складі Комплексу споруд Києво-Могилянської Академії (ансамбль Братського монастиря). Комплекс споруд разом з корпусом отримав статус пам'ятки архітектури та історії національного значення у 2009 році.
Первинно корпус призначений для навчання і проживання студентів і викладачів Київської духовної академії, збудований за проєктом архітектора Л. Шарлеманя міським архітектором А. Меленським.
У 1812 р. А. Меленський здійснив проєкт перепланування території Братського монастиря, що передбачав розширення і упорядкування його садиби, розкриття північного фронту забудови. У квітні 1819 р. 12 планів Меленського з фасадами і описом старих і запланованих нових монастирських будівель було затверджено митрополитом Серапіоном. Саме після цього було зведено Новий академічний корпус.
Він мав три поверхи і містив навчальні аудиторії та квартири викладачів, на третьому поверсі був гуртожиток студентів духовної академії. 1846 року за проєктом архітектора П. Спарро було добудовано додаткові приміщення. У 1854—1856 роках відбулась реконструкція приміщень. У 1863-64 роках корпус ще раз перебудовано у стилі пізнього класицизму. На фронтоні внутрішнього входу, була намальована розкрита Біблія.
З 1872 року у корпусі діяло Церковно-археологічне та історичне товариство. У 1919—1920 роках містився штаб Дніпровської військової флотилії.
Станом на 2019 рік у корпусі розташовуються такі підрозділи сучасної Києво-Могилянської академії: Служба президента НаУКМА, Служба віцепрезидента з науково-педагогічної роботи, Служба віцепрезидента з економіки та фінансів, Факультет гуманітарних наук та його кафедри, Факультет інформатики та кафедри, Студентський відділ кадрів, Відділ кадрів та роботи з персоналом, Відділ з контролю та діловодства, Навчально-методичний відділ, Інформаційно-комп'ютерний центр, Планово-фінансовий відділ, Бухгалтерія, Служба охорони здоров'я.

## Галерея

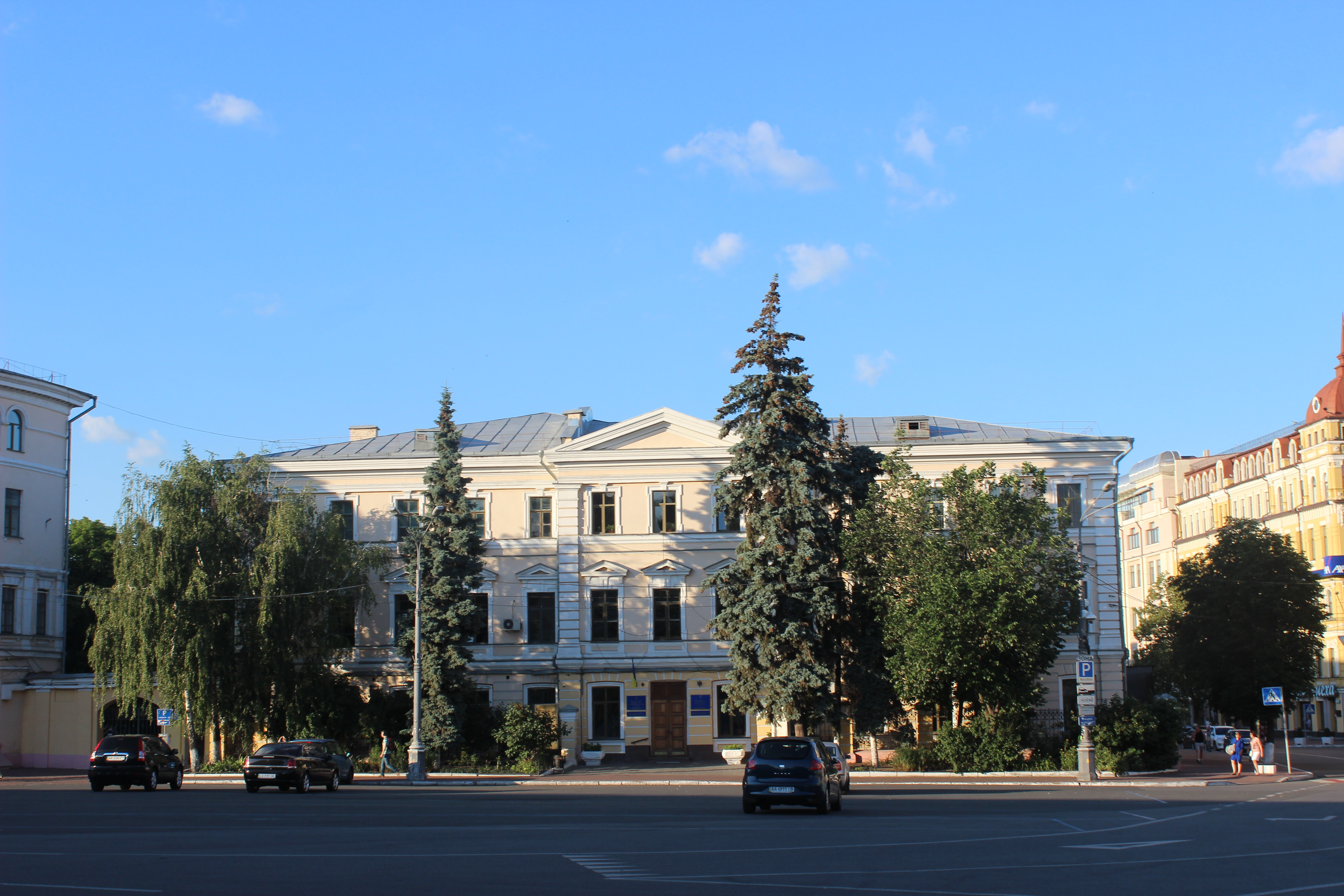
Західний фасад, 2017 р.
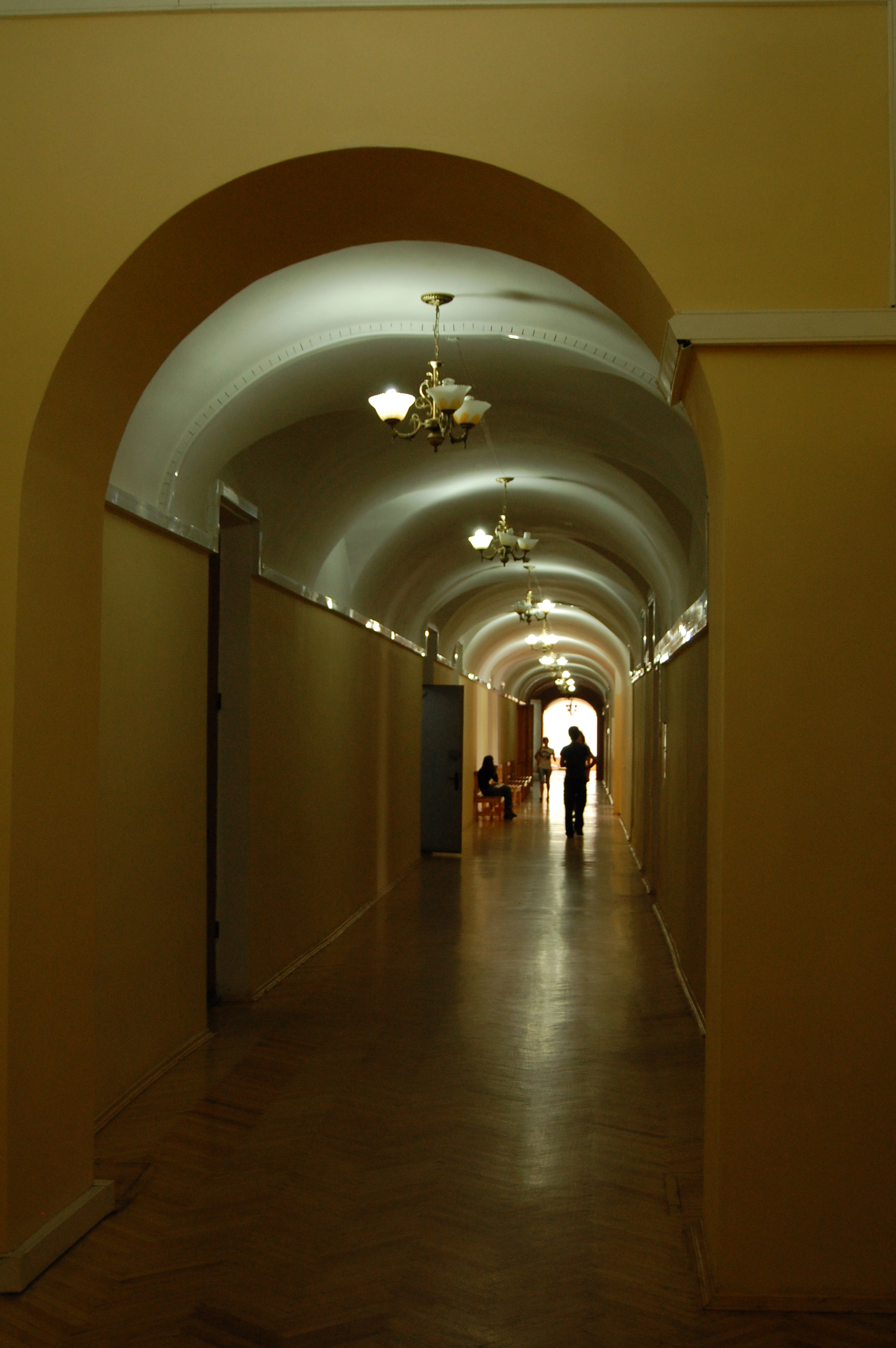
Коридор
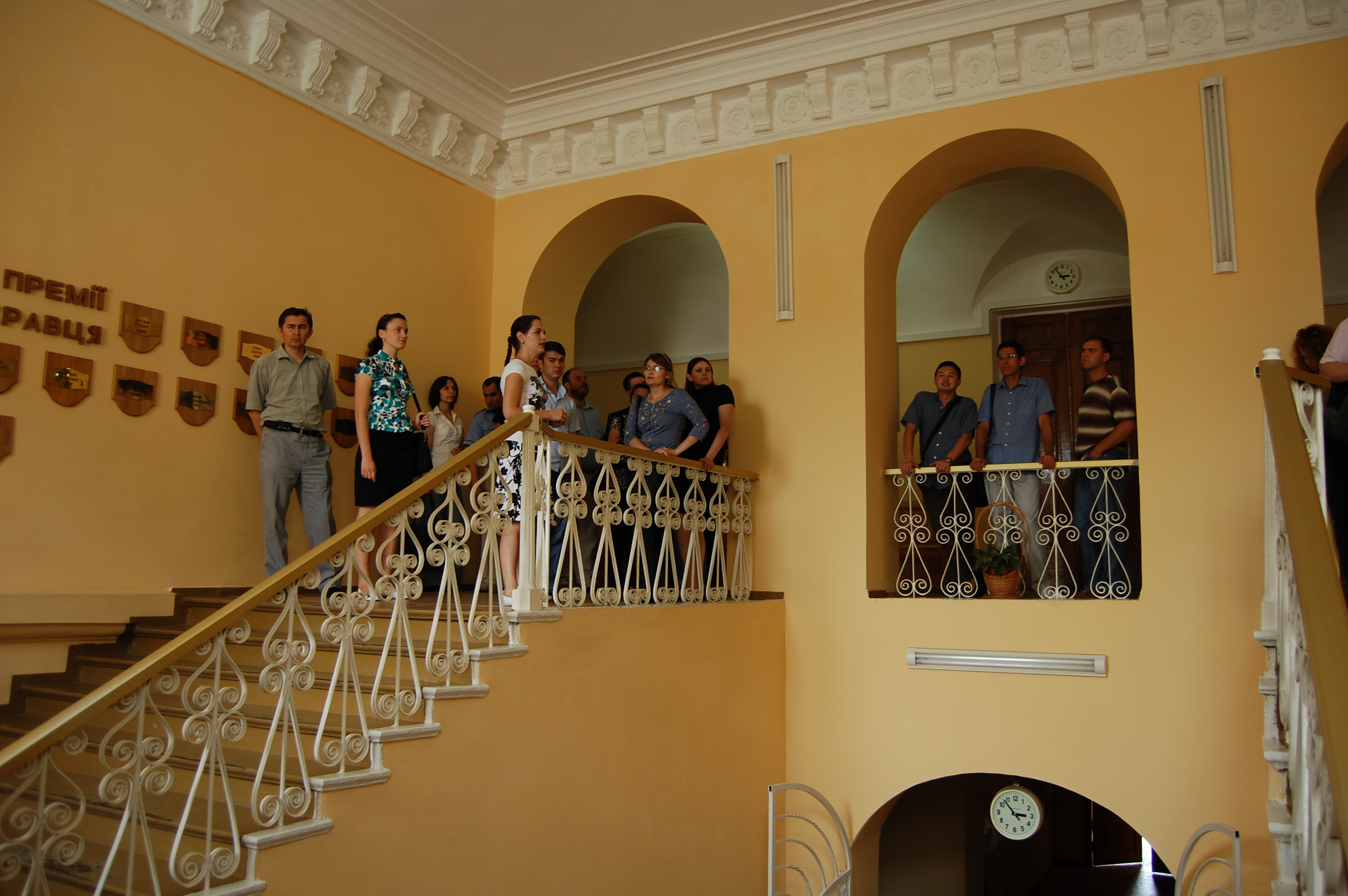
Сходи
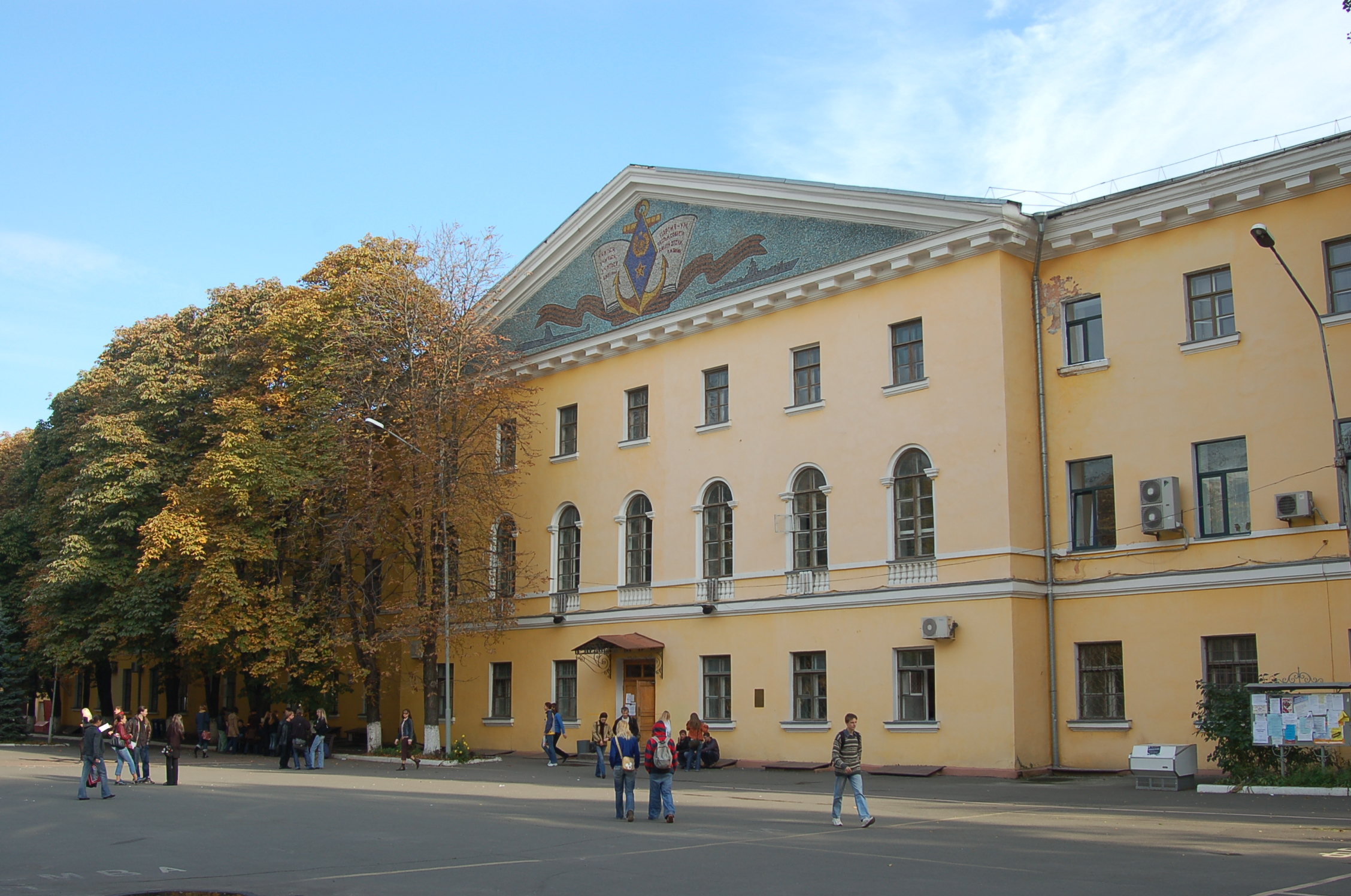
Північний фасад